# Monteverde de Barranco Seco-Barranco del Agua
Monteverde de Barranco Seco-Barranco del Agua este o arie protejată (arie specială de conservare — SAC, sit de importanță comunitară — SCI) din Spania întinsă pe o suprafață de 1.939,1 ha, integral pe uscat.

## Localizare
Centrul sitului Monteverde de Barranco Seco-Barranco del Agua este situat la coordonatele 28°43′49″N 17°46′55″W / 28.7302°N 17.7819°V.

## Înființare
Situl Monteverde de Barranco Seco-Barranco del Agua a fost declarat sit de importanță comunitară în octombrie 1999 pentru a proteja 2 specii de plante. Situl a fost protejat și ca arie specială de conservare în ianuarie 2010.

## Biodiversitate
Situată în ecoregiunea , aria protejată conține 4 habitate naturale: Păduri macaroneziene de dafin (Laurus, Ocotea), Pajiști macaroneziene cu vegetație endemică, Păduri de pin endemic canariene, Plantații de palmieri Phoenix.
La baza desemnării sitului se află mai multe specii protejate de  plante (2): Morella rivas-martinezii, Woodwardia radicans.